# 丁瑞锋
丁瑞锋（1981年3月—），内蒙古乌兰察布市卓资县人，中华人民共和国政治人物、全国脱贫攻坚先进个人。

## 生平
丁瑞锋任卓资县易地扶贫搬迁服务中心副主任。由于卓资县曾是国家级贫困县，其易地扶贫任务艰巨。她率领搬迁服务中心协助完成卓资县323个自然村实现整村搬迁，易地搬迁11125人，建档立卡贫困人口6546人。2020年评为卓资县“劳动模范（先进工作者）”。
因在脱贫攻坚战中作出突出贡献，2021年2月25日全国脱贫攻坚总结表彰大会上，丁瑞锋被授予“全国脱贫攻坚先进个人”。